# Wereldbeker schaatsen 2008/2009 - Wereldbeker 7 - 1500 meter vrouwen
De vierde van 6 wedstrijden voor de wereldbeker schaatsen 1500 meter werd gehouden op 30 januari 2009 in Erfurt.

## Uitslag A-divisie
| rang   | schaatser            | tijd    | punten |
| ------ | -------------------- | ------- | ------ |
| Goud   | Anni Friesinger      | 1.56,90 | 100    |
| Zilver | Daniela Anschütz     | 1.58,13 | 80     |
| Brons  | Ireen Wüst           | 1.58,54 | 70     |
| 4      | Christine Nesbitt    | 1.58,62 | 60     |
| 5      | Brittany Schussler   | 1.58,95 | 50     |
| 6      | Martina Sáblíková    | 1.58,99 | 45     |
| 7      | Claudia Pechstein    | 1.59,26 | 40     |
| 8      | Kristina Groves      | 1.59,29 | 36     |
| 9      | Alla Shabanova       | 1.59,65 | 32     |
| 10     | Maki Tabata          | 2.00,57 | 28     |
| 11     | Marrit Leenstra      | 2.00,58 | 24     |
| 12     | Shannon Rempel       | 2.00,75 | 21     |
| 13     | Laurine van Riessen  | 2.00,87 | 18     |
| 14     | Jekaterina Lobysjeva | 2.01,15 | 16     |
| 15     | Maren Haugli         | 2.01,34 | 14     |
| 16     | Monique Angermüller  | 2.01,39 | 12     |
| 17     | Masako Hozumi        | 2.01,76 | 10     |
| 18     | Feifei Dong          | 2.02,38 | 8      |
| 19     | Katarzyna Wójcicka   | 2.02,57 | 6      |
| 20     | Clara Hughes         | 2.03,26 | 5      |

## Loting
| rit | binnenbaan           | buitenbaan          |
| --- | -------------------- | ------------------- |
| 1   | Feifei Dong          | Anni Friesinger     |
| 2   | Alla Shabanova       | Katarzyna Wójcicka  |
| 3   | Maren Haugli         | Monique Angermüller |
| 4   | Maki Tabata          | Clara Hughes        |
| 5   | Jekaterina Lobysjeva | Martina Sáblíková   |
| 6   | Ireen Wüst           | Masako Hozumi       |
| 7   | Laurine van Riessen  | Marrit Leenstra     |
| 8   | Shannon Rempel       | Brittany Schussler  |
| 9   | Christine Nesbitt    | Claudia Pechstein   |
| 10  | Kristina Groves      | Daniela Anschütz    |

## Top 10 B-divisie
| rang | schaatser             | tijd    | punten |
| ---- | --------------------- | ------- | ------ |
| 1    | Jorien Voorhuis       | 2.00,60 | 25     |
| 2    | Lisette van der Geest | 2.01,97 | 19     |
| 3    | Jekaterina Sjichova   | 2.02,99 | 15     |
| 4    | Galina Lickachova     | 2.03,04 | 11     |
| 5    | Yuri Obara            | 2.03,72 | 8      |
| 6    | Hiromi Otsu           | 2.03,81 | 6      |
| 7    | Isabell Ost           | 2.04,05 | 4      |
| 8    | Luiza Slotkowska      | 2.04,67 | 2      |
| 9    | Jekaterina Abramova   | 2.04,73 | 1      |
| 10   | Chunyan Fu            | 2.04,74 | 0      |